# Lijst van rijksmonumenten in Pijnacker
De plaats Pijnacker telt 15 inschrijvingen in het rijksmonumentenregister. Hieronder een overzicht.
| Object | Oorspronkelijke functie?  | Bouwjaar                      | Architect   | Locatie              | Coördinaten?                 | Nr.?   | Afbeelding |
| --- | ------------------------- | ----------------------------- | ----------- | -------------------- | ---------------------------- | ------ | --- |
| Boerderij "Het land is niet ondankbaar", onderkelderd, met rieten wolfdaken. In het woongedeelte een zoldervenster met luikjes en houten kruiskozijn | Boerderij                 | 18e eeuw                      |             | Katwijkerlaan 46     | 52° 2' 6" NB, 4° 27' 8" OL   | 32254  | Meer afbeeldingen |
| Boerderij "Acht is meer dan duizend". Hoeve, gedateerd in het metselwerk van de voorgevel. Het woongedeelte draagt een rieten wolfdak, is rechts onderkelderd. De gepleisterde stal heeft een pannen wolfdak. Op het erf een oude roedenberg | Boerderij                 | 1656 (datering in metselwerk) |             | Kerkweg 56           | 52° 0' 58" NB, 4° 25' 53" OL | 32255  | Meer afbeeldingen |
| Boerenhuis, bestaande uit begane-grond met zolderverdieping en rieten zadeldak, dat aansluit tegen een puntgevel met geprofileerde zijdekplaten, vlechtingen en toppilaster met gebeeldhouwde bekroning. Onder de toppilaster een boognis. De deur en de vensters van de begane-grond hebben geblokte ontlastingsbogen                                                                                       | Woonhuis                  | 1647 (jaarsteen)              |             | Kerkweg 88           | 52° 0' 50" NB, 4° 25' 59" OL | 32256  | Meer afbeeldingen |
| Restanten Dorpskerk: zuilen met kapitelen, voorzien van enkele krulkoolbladkransen, alsmede de scheibogen van het schip | Kerk en kerkonderdeel     | 1892                          |             | Koningshof 3         | 52° 0' 48" NB, 4° 26' 0" OL  | 32257  | Meer afbeeldingen |
| Boerderij onder rieten wolfdak. In de voorgevel van het woongedeelte jaartalankers. Rechts onderkelder. Hooiluik onder opgewipt gedeelte van het dak in de linker zijgevel. Karnschuur; huis met zadeldak | Boerderij                 | 1801 (jaarankers)             |             | Nieuwkoopseweg 11    | 52° 1' 50" NB, 4° 25' 50" OL | 32258  | Meer afbeeldingen |
| Boerderij ten dele opgetrokken van secundair verwerkte Middeleeuwse moppen. Woongedeelte onder pannen wolfdak, aan de achterzijde aansluitend tegen een puntgevel | Boerderij                 | 17e eeuw                      |             | Noordweg 29          | 52° 1' 12" NB, 4° 25' 41" OL | 32259  | Meer afbeeldingen |
| Boerderij onder rieten wolfdak, evenwijdig aan de straat gebouwd. Geblokte ontlastingsbogen en sierankers; vensters met twaalf- en negenruitsschuiframen. Rechts een grote opkamer, met in het metselwerk het jaartal. Keldervensters met luikjes in getoogde nissen. In de rechter zijgevel sierpatronen in het metselwerk. In de boerderij een rijk gesneden bedsteewand uit de bouwtijd, waaronder tegels | Boerderij                 | 1666                          |             | Noordweg 39          | 52° 1' 16" NB, 4° 25' 40" OL | 32260  | Meer afbeeldingen |
| Herenhuis met verdieping en hoog schilddak, waarin een dakkapel met vleugelstukken | Woonhuis                  | derde kwart 18e eeuw          |             | Oostlaan 25          | 52° 1' 11" NB, 4° 25' 56" OL | 32261  | Meer afbeeldingen |
| Boerderij met links een onderkelderde opkamer, waarin vensters met middenstijlen en luikjes. Keldervensters in getoogde omlijstingen. Rieten wolfdak | Boerderij                 | 17e eeuw                      |             | Overgauwseweg 50     | 52° 0' 30" NB, 4° 25' 35" OL | 32262  | Boerderij met links een onderkelderde opkamer, waarin vensters met middenstijlen en luikjes. Keldervensters in getoogde omlijstingen. Rieten wolfdak |
| St. Johannes de Doperkerk: kruisbasiliek | Kerk en kerkonderdeel     | 1891-1892                     | A.C. Bleijs | Oostlaan 36          | 52° 1' 14" NB, 4° 26' 5" OL  | 525173 | Meer afbeeldingen |
| St. Johannes de Doperkerk: pastorie | Kerkelijke dienstwoning   | 1891-1892                     | A.C. Bleijs | Oostlaan 38          | 52° 1' 14" NB, 4° 26' 6" OL  | 525174 | St. Johannes de Doperkerk: pastorie |
| Boerderij "Vredebest": wagenschuur | Boerderij                 | 1850-1900                     |             | Overgauwseweg bij 50 | 52° 0' 31" NB, 4° 25' 34" OL | 525176 | Meer afbeeldingen |
| Boerderij "Vredebest": toegangshek | Erfscheiding              | 1850-1900                     |             | Overgauwseweg bij 50 | 52° 0' 31" NB, 4° 25' 36" OL | 525177 | Meer afbeeldingen |
| Boerderij "Vredebest": hooiberg | Boerderij                 | ca. 1900                      |             | Overgauwseweg bij 50 | 52° 0' 30" NB, 4° 25' 34" OL | 525178 | Meer afbeeldingen |
| Molenrestant bemaling Oude of Hoge polder | Industrie- en poldermolen | 1861                          |             | Molenlaan 10         | 52° 1' 48" NB, 4° 27' 21" OL | 527560 | Meer afbeeldingen |